# Őszi szonáta
Az Őszi szonáta (eredeti címén: Höstsonaten) egy 1978-as svéd filmdráma, amelyet Ingmar Bergman rendezett. A produkció főszerepében Ingrid Bergman, Liv Ullmann és Lena Nyman. A film premierjét 1978. október 8-án mutatták be Svédországban, Magyarországon 1979. október 11-től vetítették a mozikban.
Az Őszi szonátát két Oscar-díjra jelölték, és elnyerte a legjobb idegennyelvű filmnek járó Golden Globe-díjat.

## Cselekmény
Eva meghívja édesanyját, a világhírű zongoristát, Charlotte-ot családi házukba. Charlotte és Eva közel hét éve nem látták egymást, és mindketten azt remélik, hogy sikerül egymáshoz újra közel kerülniük. Charlotte elmeséli, hogy virrasztott élettársa, Leonardo mellett, akit magával ragadott a már két éve gyógyíthatatlan betegsége. Eva ezután bejelenti Charlotte-nak, hogy ő ezidő alatt hazahozta húgát, Helenát, hogy otthon ápolhassa. 
Charlotte megdöbben, hiszen Helenát egy magánkórházban hagyta, de mosolyogva üdvözli kisebbik lányát. Helena artikulátlan beszédét és mozgásképtelenségét látva azonban Charlotte eldönti, hogy csak pár napig marad Eváéknál. Vacsorához készülődve elfogad egy újabb koncertfelkérést ügynökétől, Paultól telefonon. Eva férje, Viktor, ráveszi Evát, hogy mutassa be az asszonynak a Chopin prelűdöt, amit anyja tiszteletére gyakorolt. Charlotte bár arca nem árulja el, hogy elégedetlen, nincs Eva előadásától lenyűgözve, és ő is eljátssza a darabot. 
Másnap Charlotte Evát a gyerekszobában találja. Eva kisfia, Erik, vízbe fulladt, és meggyőződése, hogy kapcsolatot tud a fiával teremteni a szobájában. Később képeket vetítenek a kisfiúról a nappaliban, de Eva egy idő után szabadkozva elmegy. Mikor Charlotte Viktornak elmondja, hogy szerinte lánya boldogtalan, Viktor elmeséli, hogy Eva úgy ment hozzá, hogy őt nem szerette, de nemcsak őt, hanem eddig senkit az életében. Eva más volt, mikor várandós volt, de ezt Charlotte nem láthatta, ahogy az unokáját sem látta soha, és annak halála után sem jött el a családhoz. Lefekvés előtt Charlotte eldönti, hogy Eváéknak adja a Mercedest, és magának majd vesz egy új autót. 
Az éjszaka közepén az asszony rémálomból riad fel. Egy kéz simogatását érezte, ami aztán torkon ragadta, és fojtogatni kezdte. Eva anyja elébe siet, hogy megnézze jól van-e, majd komoly beszélgetésbe fordul az éjszaka. Anyja és lánya egymás fejéhez vágják a dolgokat, és kiderül, hogy Charlotte a turnék miatt nem volt ott férje, Josef és lányai mellett. Hátfájása hamarosan megakadályozta a gyakorlásban, férjét megcsalta valaki mással, és eltűnt nyolc hónapra. A vitatkozásra Helena felébred, mire Eva felszalad, hogy megnyugtassa. 
Charlotte és Eva egy pohár bor mellett vallják be elnyomott érzelmeiket, a bánatot, a magányt, a gyűlöletet és a félelmet. Eva Charlotte-ot hibáztatja saját és Helena boldogtalanságáért. Evát lelki terrorban tartotta tinédzserként, Helena pedig beleszeretett Leonardóba, anyja szeretőjébe. Mikor Charlotte bocsánatért esedezik, a néző nem tudja meg, hogy hogyan végződött a párbeszéd. Másnap Charlotte elutazik ügynökével, Paullal, és Helena sorsán tűnődik. Eva ír neki egy bocsánatkérő levelet, hogy tévedett, és bízik benne, hogy még nem késő újrapróbálni. A történet így nyitva marad.

## Szereplők
| Szerep               | Színész            | Magyar hangja    |
| -------------------- | ------------------ | ---------------- |
| Charlotte Andergast  | Ingrid Bergman     | Tímár Éva        |
| Eva                  | Liv Ullmann        | Udvaros Dorottya |
| Helena               | Lena Nyman         | Kiss Erika       |
| Viktor               | Halvar Björk       | Szersén Gyula    |
| Charlotte titkárnője | Marianne Aminoff   | n.a              |
| Otto bácsi           | Arne Bang-Hansen   | n.a              |
| Paul                 | Gunnar Björnstrand | n.a              |
| Josef                | Erland Josephson   | n.a              |
| Leonardo             | Georg Løkkeberg    | n.a              |
| zongoratanár         | Mimi Pollak        | n.a              |
| gyermek Eva          | Linn Ullmann       | n.a              |

## Fogadtatása
A film többségében jó kritikát kapott. A Rotten Tomatoeson 88%-os minősítést ért el 32 értékelés alapján, összefoglaló szerint: „A szülő és gyermek közötti feloldhatatlan feszültségről szóló melankolikus meditáció, az Őszi szonáta méltó hattyúdala a nagy Ingrid Bergmannak.” Dave Kehr a Chicago Readertől azt írta: „A film jó kamarazene: ez egy kézműves miniatűr, Bergman szokásos bombasztikusságával, kivételesen beépítve a cselekmény követelményeibe.” Keith Phipps az AV Clubtól azt írta: „Az Őszi szonáta végül egy szigorúan szép meditációnak tekinthető a halálról és a nemzedékek közötti megbékélés nem mindig megvalósuló lehetőségéről.”
Jack Kroll a Newsweektől azt írta: „Bergman visszahelyezi Ingrid Bergmant az őt megillető helyre, mint az egyik legjobb filmszínésznőt, és a kiváló Liv Ullmannal alkot egy olyan párost, amelyet egyszerűen nem szabad kihagyni.” Gary Arnold a Washington Posttól azt írta: „Bergman szereposztása beváltja a hozzá fűzött reményeket. Ingrid Bergman és Liv Ullmann tagadhatatlan érzelmi meggyőződéssel és hatással ruházzák fel szerepüket.” Paul Taylor a Time Outtól azt írta: „Persze Bergman színésznői kiválóan szenvednek mikroszkopikus közelképben, de a kínzó kétség továbbra is megmarad, hogy ez vajon metsző pszichodráma, vagy megint csak a régi északi blues.”
A film pénzügyi teljesítményéről nincs részletesebb információ a Box Office Mojón.

## Fontosabb díjak és jelölések
| Esemény                         | Díj                    | Kategória                                                 | Eredmény |
| ------------------------------- | ---------------------- | --------------------------------------------------------- | -------- |
| 1979-es César-díjátadó          | César-díj              | Legjobb külföldi film                                     | Jelölve  |
| 1979-es David di Donatello-gála | David di Donatello-díj | Legjobb külföldi színésznő: Ingrid Bergman és Liv Ullmann | Elnyerte |
| 36. Golden Globe-gála           | Golden Globe-díj       | Legjobb külföldi film                                     | Elnyerte |
| 36. Golden Globe-gála           | Golden Globe-díj       | Legjobb női főszereplő (filmdráma): Ingrid Bergman        | Jelölve  |
| 51. Oscar-gála                  | Oscar-díj              | Legjobb női főszereplő                                    | Jelölve  |
| 51. Oscar-gála                  | Oscar-díj              | Legjobb eredeti forgatókönyv                              | Jelölve  |